# 马里尼莱格利斯
马里尼莱格利斯（法語：Marigny-l'Église，法語發音：[maʁiɲi leɡliz]）是法国涅夫勒省的一个市镇，位于该省东北部，和约讷省接壤，属于克拉姆西区。

## 地理
马里尼莱格利斯（47°21'17"N, 3°56'13"E）面积38.8 平方千米，位于法国勃艮第-弗朗什-孔泰大區涅夫勒省，该省份为法国中部省份，北至约讷省，西北接卢瓦雷省，西接谢尔省，南至阿列省，东南接索恩-卢瓦尔省，东临科多尔省。
与马里尼莱格利斯接壤的市镇（或旧市镇、城区）包括：圣日耳曼德尚、屈尔河畔沙特吕、卡雷莱通布、布拉西、沙洛、丹莱普拉斯、圣马丹迪皮。

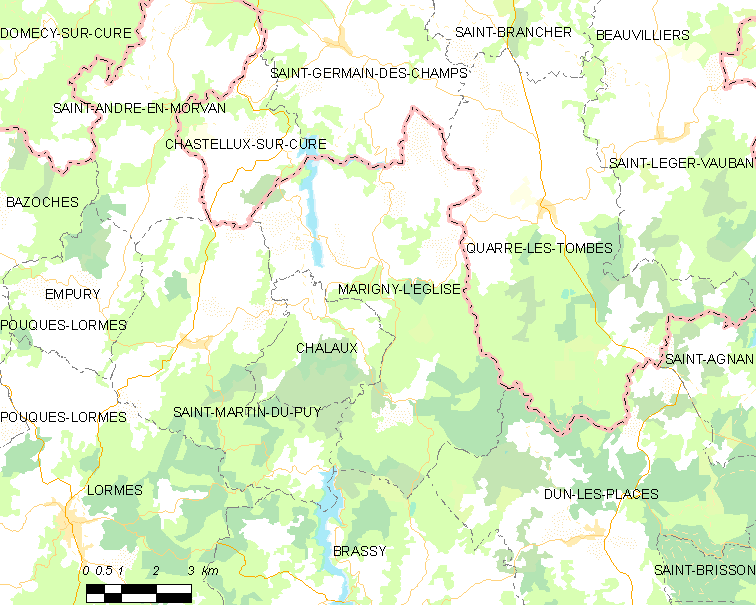
马里尼莱格利斯的OSM定位图

马里尼莱格利斯的时区为UTC+01:00、UTC+02:00（夏令时）。

## 行政
马里尼莱格利斯的邮政编码为58140，INSEE市镇编码为58157。

## 政治
马里尼莱格利斯所属的省级选区为科尔比尼县。

## 人口

1962-2008年间马里尼莱格利斯人口变化图示

马里尼莱格利斯于2022年1月1日时的人口数量为276人。